# Usxévitsi
Usxévitsi (en rus: Ущевицы) és un poble de l'óblast de Leningrad, a Rússia, que el 2017 tenia 878 habitants.